# ベンジー・マーシャル
ベンジー・マーシャル（Benji Marshall、1985年2月25日- ）は、ニュージーランドのプロラグビーリーグ選手である。NRLに所属するウェスツ・タイガーズでファイブ-エイス（スタンドオフ）あるいはハーフバック（スクラムハーフ）としてプレーする。
これまで、ナショナルラグビーリーグのウェスツ・ タイガース、セント・ジョージ・イラワラ・ドラゴンズ、ブリスベン・ドラゴンズでプレーした。
マーシャルは一時的に、プロラグビーユニオン選手としてスーパーラグビーに所属するブルーズでもプレーした。
マーシャルはシドニーを本拠地とするウェスツ・タイガースで10シーズンプレーし、2005年のNRLプレミアシップで優勝した。マーシャルは、サイドステップ、ノールックパス、フリックパスなどの華やかな攻撃で有名である。2010年、マーシャルは世界最優秀選手としてゴールデンブーツ賞を贈られた。

## 若年期
マーシャルは生物学的父親なしに育ったが、育ての父Michael Dohertyや拡大家族の中のその他の男性の影響について語ってきた。マーシャルは「10人か11人の父親がいた ... それは悪いものじゃなかった」と述べた。ファカタネ高校に進学した。3兄弟の長男であったマーシャルは、16歳の時にオーストラリア・クイーンズランド州ゴールドコーストの高校でラグビー選手として奨学金の提示を受け、海を渡った。キーブラ・パーク州立高校在籍時には、2003年にはオーストラリア男子生徒代表としてプレーし、同年にはタッチフットボールのオーストラリア代表としてもプレーした。オーストラリア代表となる資格があったものの、マーシャルはキャリアの初期にニュージーランド代表キウイズへの忠誠を宣言した。